# Copa del Rey de rugby 2013-14
La Copa del Rey de rugby 2013-14 es la edición número 81 de dicha competición española. Es un campeonato de rugby en el que participan los equipos de la liga de División de Honor durante la temporada 2013-2014.
Esta edición Copa del Rey se disputó por los ocho primeros clasificados de liga al finalizar la primera vuelta del campeonato. Siguió un formato de play-off con eliminatoria a partido único en casa del mejor clasificado para cuartos de final, doble partido en semifinales y final única en campo neutral. De acuerdo con los equipos finalistas VRAC Quesos Entrepinares y Bathco Independiente de Santander la sede designada para la final por la FER fue el estadio de La Nueva Balastera de Palencia.

## Equipos participantes
| Equipo                       | Ciudad                               | Estadio                            | Entrenador                | Marca      |
| ---------------------------- | ------------------------------------ | ---------------------------------- | ------------------------- | ---------- |
| 1. BathCo Independiente R.C. | Santander (Cantabria)                | Campo de San Román                 | Tristán Moziman           | Proact     |
| 2. VRAC Quesos Entrepinares  | Valladolid (Castilla y León)         | Campos de Pepe Rojo                | Diego Merino              | Kappa      |
| 3. SilverStorm El Salvador   | Valladolid (Castilla y León)         | Campos de Pepe Rojo                | Juan Carlos Pérez         | Canterbury |
| 4. Rugby Atlético Madrid     | Tres Cantos (Madrid)                 | Centro Deportivo Gabriel Parellada | José Antonio Barrio       | Kappa      |
| 5. AMPO Ordizia R.E.         | Ordicia Guipúzcoa (País Vasco)       | Estadio Municipal de Altamira      | Santos Regil              | Canterbury |
| 6. C.R. Complutense Cisneros | Madrid                               | Estadio Nacional Complutense       | Daniel Vinuesa            | Canterbury |
| 7. Getxo Artea R.T.          | Guecho Vizcaya (País Vasco)          | Ciudad Deportiva de Fadura         | Todd Dammers/ Bryce Bevin |            |
| 8. Bizkaia Gernika R.T.      | Guernica y Luno Vizcaya (País Vasco) | Campo de Urbieta                   | Peter Borlase             |            |

## Eliminatorias
|  | Cuartos de final              | Cuartos de final              | Cuartos de final             |    |                               | Semifinales                            | Semifinales                            | Semifinales                            |  |  | Final                         | Final               | Final               |
|  | 12 de enero de 2014           | 12 de enero de 2014           | 12 de enero de 2014          |    |                               | 19 de enero de 2014 2 de marzo de 2014 | 19 de enero de 2014 2 de marzo de 2014 | 19 de enero de 2014 2 de marzo de 2014 |  |  | 27 de abril de 2014           | 27 de abril de 2014 | 27 de abril de 2014 |
|  |                               |                               |                              |    |                               |                                        |                                        |                                        |  |  |                               |                     |                     |
|  | BathCo Independiente R.C. (1) | 22                            | -                            |    |                               |                                        |                                        |                                        |  |  |                               |                     |                     |
|  | Bizkaia Gernika R.T. (8)      | 13                            | -                            |    |                               |                                        |                                        |                                        |  |  |                               |                     |                     |
|  | Bizkaia Gernika R.T. (8)      | 13                            | -                            |    | BathCo Independiente R.C. (1) | 19                                     | 18                                     |                                        |  |  |                               |                     |                     |
|  |                               |                               |                              |    | BathCo Independiente R.C. (1) | 19                                     | 18                                     |                                        |  |  |                               |                     |                     |
|  |                               | C.R. Complutense Cisneros (6) | 13                           | 18 |                               |                                        |                                        |                                        |  |  |                               |                     |                     |
|  | C.R. El Salvador (3)          | C.R. Complutense Cisneros (6) | 13                           | 18 | 21                            | -                                      |                                        |                                        |  |  |                               |                     |                     |
|  | C.R. El Salvador (3)          |                               |                              |    | 21                            | -                                      |                                        |                                        |  |  |                               |                     |                     |
|  | C.R. Complutense Cisneros (6) | 26                            | -                            |    |                               |                                        |                                        |                                        |  |  |                               |                     |                     |
|  |                               |                               |                              |    |                               |                                        |                                        |                                        |  |  | BathCo Independiente R.C. (1) | 18                  |                     |
|  |                               |                               | VRAC Quesos Entrepinares (2) | 40 |                               |                                        |                                        |                                        |  |  |                               |                     |                     |
|  | Rugby Atlético Madrid (4)     | 13                            | -                            |    |                               |                                        |                                        |                                        |  |  |                               |                     |                     |
|  | AMPO Ordizia R.E. (5)         | 18                            | -                            |    |                               |                                        |                                        |                                        |  |  |                               |                     |                     |
|  | AMPO Ordizia R.E. (5)         | 18                            | -                            |    | AMPO Ordizia R.E. (5)         | 17                                     | 21                                     |                                        |  |  |                               |                     |                     |
|  |                               |                               |                              |    | AMPO Ordizia R.E. (5)         | 17                                     | 21                                     |                                        |  |  |                               |                     |                     |
|  |                               | VRAC Quesos Entrepinares (2)  | 16                           | 26 |                               |                                        |                                        |                                        |  |  |                               |                     |                     |
|  | VRAC Quesos Entrepinares (2)  | VRAC Quesos Entrepinares (2)  | 16                           | 26 | 37                            | -                                      |                                        |                                        |  |  |                               |                     |                     |
|  | VRAC Quesos Entrepinares (2)  |                               |                              |    | 37                            | -                                      |                                        |                                        |  |  |                               |                     |                     |
|  | Getxo Artea R.T. (7)          | 26                            | -                            |    |                               |                                        |                                        |                                        |  |  |                               |                     |                     |